# Bell AH-1 Cobra
Bell AH-1 Cobra (tovarniška oznaka: Model 209) je enomotorni jurišni helikopter z dvokrakim rotorjem. Cobra je zasnovana na helikopterju UH-1 Iroquoisu, z njim si deli motor, transmisijo in rotor. Helikopter proizvaja ameriški proizvajalec Bell Helicopter, proizvodnja traja že od leta 1967, skupaj so proizvedli že čez 1100 helikopterjev. AH-1 ima tudi druge vzdevke HueyCobra ali Snake.
V preteklosti je bil AH-1 hrbtenica Ameriške kopenske vojske, dokler ga ni nadomestil AH-64 Apache. Verzija SuperCobra z dvema motorjema je še vedno v uporabi pri Ameriški marincih (USMC). Poleg tega uporabljaja Cobro veliko tujih letalskih sil. 
Zanimivo je, da Cobro uporabljajo tudi za zračno gašenje gozdnih požarov - ta verzija ima ime
Firewatch Cobra ali pa FireSnake.
Razvoj Cobre je močno povezan z Bell UH-1 Iroquois, predhodnikom modernega helikopterja in ikono Vietnamske vojne. UH-1 je zelo povečal mobilnost kopenjskih enot in omogočil t. i. "zračno konjenico". Je pa bil Irouquis ranljiv na sovražnikov ogenj, še posebej med pristajanjem. Do leta 1962 so oborožili nekaj UH-1A z več strojnicami in raketami, ki so potem služili kot spremstvo in branili druge UH-1.
Bell je že od leta 1950 razmišljal o "letečih strojnicah" (Gunship), predstavil je koncept D-255 "Iroquois Warrior", ki je bil baziran na UH-1B in je imel tandem kokpit, top na nosu in krila za rakete. Vojska je pokazal zanimanje in Bell je dobil pogodbo leta 1962. Modificiral je Model 47 v vitkega Model 207 Sioux Scout, ki je prvič poletel julija 1963. Sioux Scout je bil premajhen, s prešibkimi motorji in nepraktičen.
Kopenska vojska je potem razpisala nov program Advanced Aerial Fire Support System (AAFSS), ki je vodil do Lockheed AH-56 Cheyenne, težkega jurišnega helikopterja z visoko hitrostjo. Koncept se je izkazal za presofisticranega in je bil preklican po 10 letih razvoja leta 1972.
Bell je vztrajal pri lahkem in manjšem helikopterju. Tako je vzel  rotor, transmisijo in turbogredni motor T53 iz UH-1, ter "filozofijo" iz Sioux Scout-a in tako razvil Model 209 - prototip Cobre.
Ameriška kopenska vojska je zaradi večje prezence v Vietnamu potrebovala nov helikopter. Pet družb je podalo predloge Boeing-Vertol ACH-47A, Kaman HH-2C Tomahawk, Piasecki 16H Pathfinder, Sikorsky S-61 in Bell 209.
Model 209 je dobil pogodbo za 110 helikopterjev. Vojska je izbrala ime Cobra za AH-1G.

## Tehnične specifikacije (AH-1G HueyCobra)
- Posadka: 2 (pilot in pilot/orožnik)
- Dolžina: 53 ft (16,2 m) z obema rotorjema
- Premer rotorja: 44 ft (13,4 m)
- Višina: 13 ft 6 in (4,12 m)
- Prazna teža: 5 810 lb (2 630 kg)
- Maks. vzletna teža: 9 500 lb (4 310 kg)
- Motor: 1 × Lycoming T53-L-13 turbogredni, 1 100 KM (820 kW)
- Konfiguracija: 2 kraka na glavnem rotorju, 2 kraka na repnem rotorju
- Dolžina trupa: 44 ft 5 in (13,5 m)
- Razpon kril za orožje: 10 ft 4 in (3,15 m)

- Neprekoračljica hitrost: 190 vozlov (219 mph, 352 km/h)
- Maks. hitrost: 149 vozlov (171 mph, 277 km/h)
- Dolet: 310 nmi (357 mi, 574 km)
- Višina leta (servisna): 11 400 ft (3 475 m)
- Hitrost vzpenjanja: 1 230 ft/min (6,25 m/s)

- Orožje:
- 2 × 7,62 mm (0,308 in) večcevne Miniguns, ali 2 × M129 40 mm bombomet,
- 2,75 in (70 mm) rakete
- M18 7,62 mm Minigun pod ali XM35 sistem z 20 mm topom

## Tehnične specifikacije (AH-1F "Modernizirana" Cobra tudi SuperCobra)
- Posadka: 2 (pilot in pilot/orožnik)
- Dolžina: 53 ft (16,2 m) z obema rotorjema
- Premer rotorja: 44 ft (13,4 m)
- Višina: 13 ft 6 in (4,12 m)
- Prazna teža: 6 600 lb (2 993 kg)
- Maks. vzletna teža: 10 000 lb (4 500 kg)
- Motor: 1 × Lycoming T53-L-703 turboshaft, 1 800 KM (1,300 kW)
- Konfiguracija: 2 kraka na glavnem rotorju, 2 kraka na repnem rotorju
- Dolžina trupa:  44 ft 7 in (13,6 m)
- Razpon kril za orožje:10 ft 4 in (3,15 m)

- Neprekoračljica hitrost: 170 vozlov (196 mph, 315 km/h)
- Maks. hitrost: 149 vozlov (172 mph, 277 km/h)
- Dolet:  274 nmi (315 mi, 510 km)
- Višina leta (servisna): 12 200 ft (3 720 m)
- Hitrost vzpenjanja: 1 620 ft/min (8,2 m/s)

- Orožje:
- General Dynamics 20 mm (0,787 in) M197 3-cevni Gatlingov top
- Hydra 70 2,75 in (70 mm) rakete
- TOW Missiles - 4 do 8 protitankovske rakete